# 猿橋駅

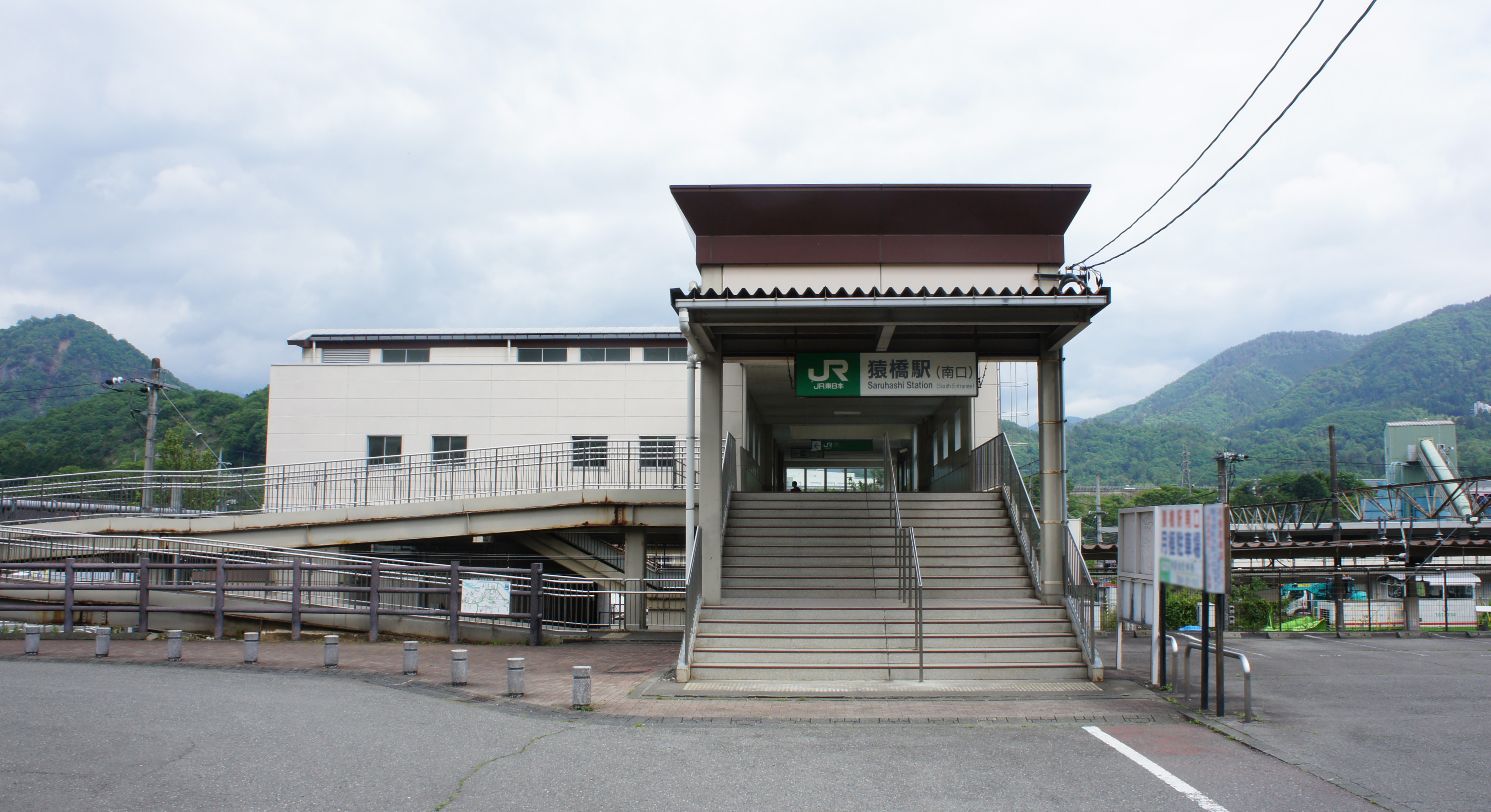
南口（2021年5月）

猿橋駅（さるはしえき）は、山梨県大月市猿橋町殿上にある、東日本旅客鉄道（JR東日本）中央本線の駅である。駅番号はJC 31。

## 歴史
- 1902年（明治35年）10月1日：国鉄中央東線 鳥沢駅 - 大月駅間開通と同時に猿橋駅（えんきょうえき）として開業[4]。旅客および貨物の取り扱いを開始[2]。
- 1918年（大正7年）8月1日：駅名の読みをさるはしに改める[5]。
- 1960年（昭和35年）4月20日：貨物の取り扱いを廃止[2]。
- 1984年（昭和59年）2月1日：荷物の扱いを廃止[2]。
- 1987年（昭和62年）4月1日：国鉄分割民営化により、東日本旅客鉄道（JR東日本）の駅となる[2][6]。
- 1997年（平成9年）
  - 3月：木造の旧駅舎および跨線橋を撤去し、橋上駅舎化の建設工事に着手[7]。それに伴い、島式ホームの改良・南口開発も行う。
  - 12月25日：新駅舎の利用を開始[8]。この時は北口のみの利用[9]。
- 1998年（平成10年）4月1日：南口が完成し、南北自由通路の利用を開始[9]。
- 2001年（平成13年）11月18日：ICカード「Suica」の利用が可能となる。
- 2002年（平成14年）10月1日：開業100周年。大月駅で大月駅・猿橋駅開業100周年イベントを開催。
- 2009年（平成21年）5月31日：みどりの窓口の営業を終了。

## 駅構造

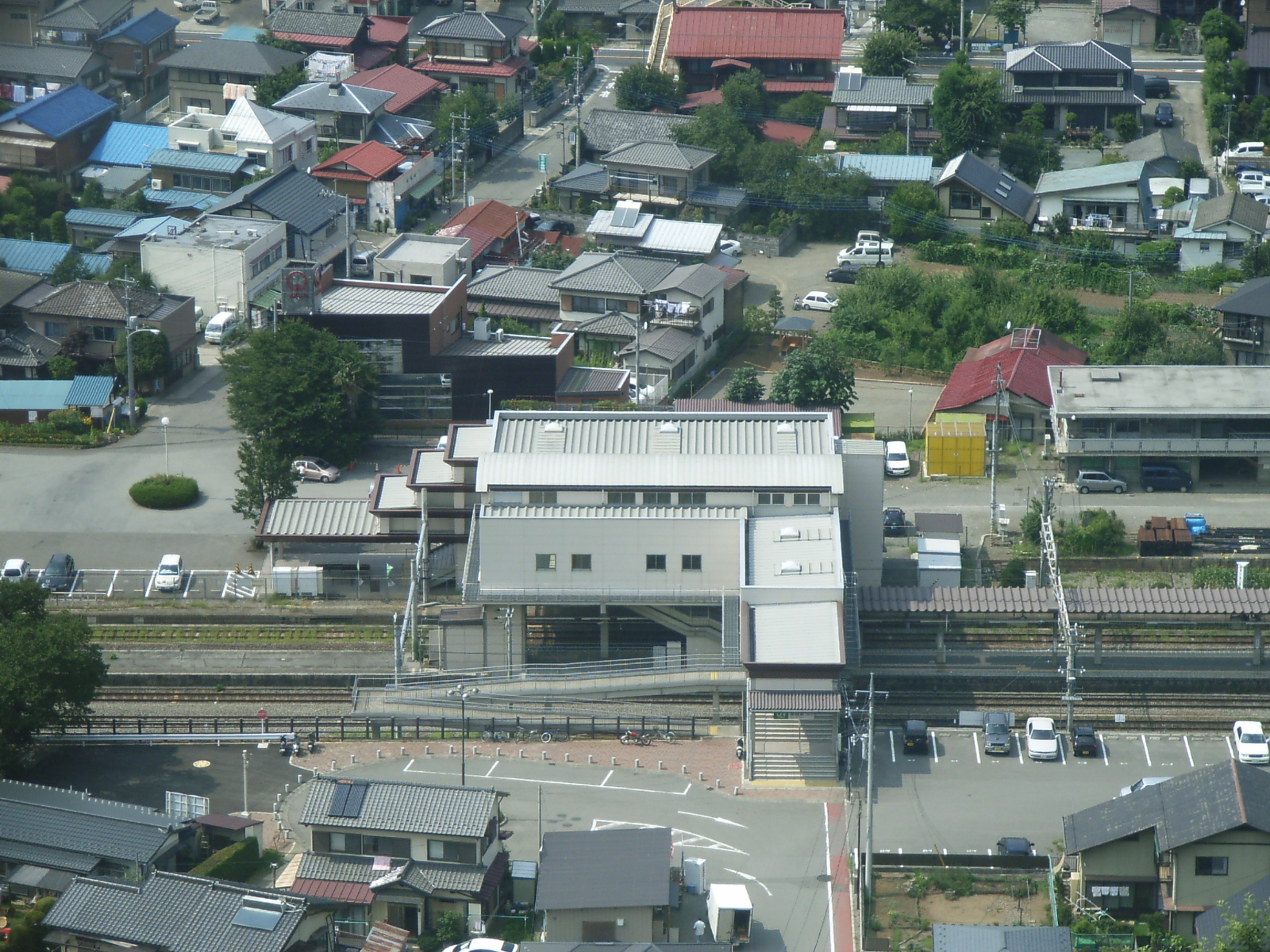
南の山から見た猿橋駅（2005年8月）

島式ホーム1面2線を持つ地上駅で、橋上駅舎を有する。島式ホームに相対して旧ホームが残されている。留置線を有する。有効長は当初10両編成分だったが、中央線快速電車の2階建てグリーン車2両連結した12両編成に対応するための延長工事を行い、2024年（令和6年）10月12日までにこれらの工事を全て完了し、翌日10月13日より快速電車における12両編成の運転が開始された。
大月駅管理の業務委託駅（JR東日本ステーションサービス委託）である。自動券売機と簡易Suica改札機が設置されている。みどりの窓口は2009年（平成21年）5月31日で営業を終了した。北と南それぞれに駅前広場がある。

### のりば
| 番線 | 路線     | 方向 | 行先                   |
| ---- | -------- | ---- | ---------------------- |
| 1    | 中央本線 | 上り | 高尾・八王子・新宿方面 |
| 2    | 中央本線 | 下り | 大月・甲府・小淵沢方面 |

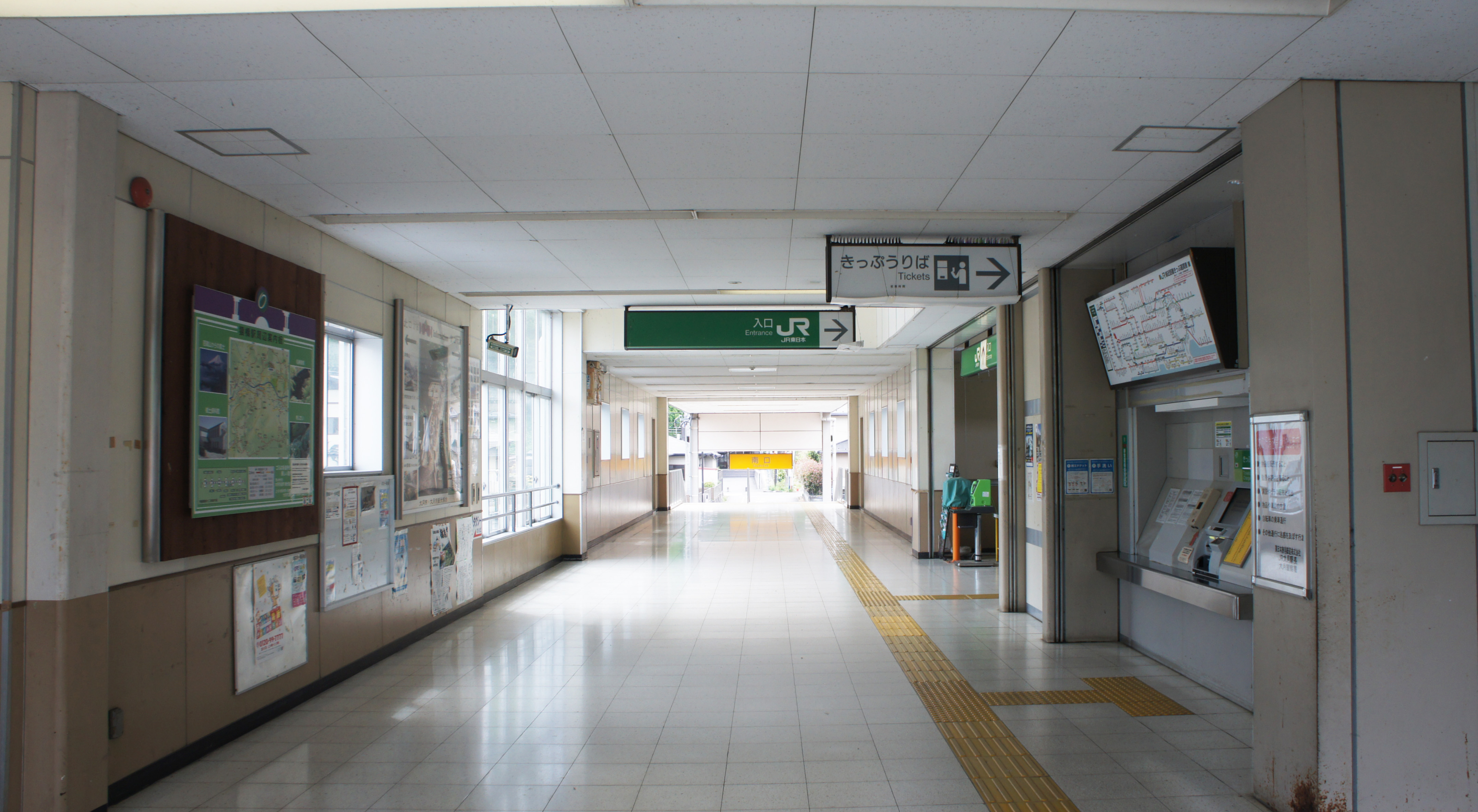
自由通路（2021年5月）
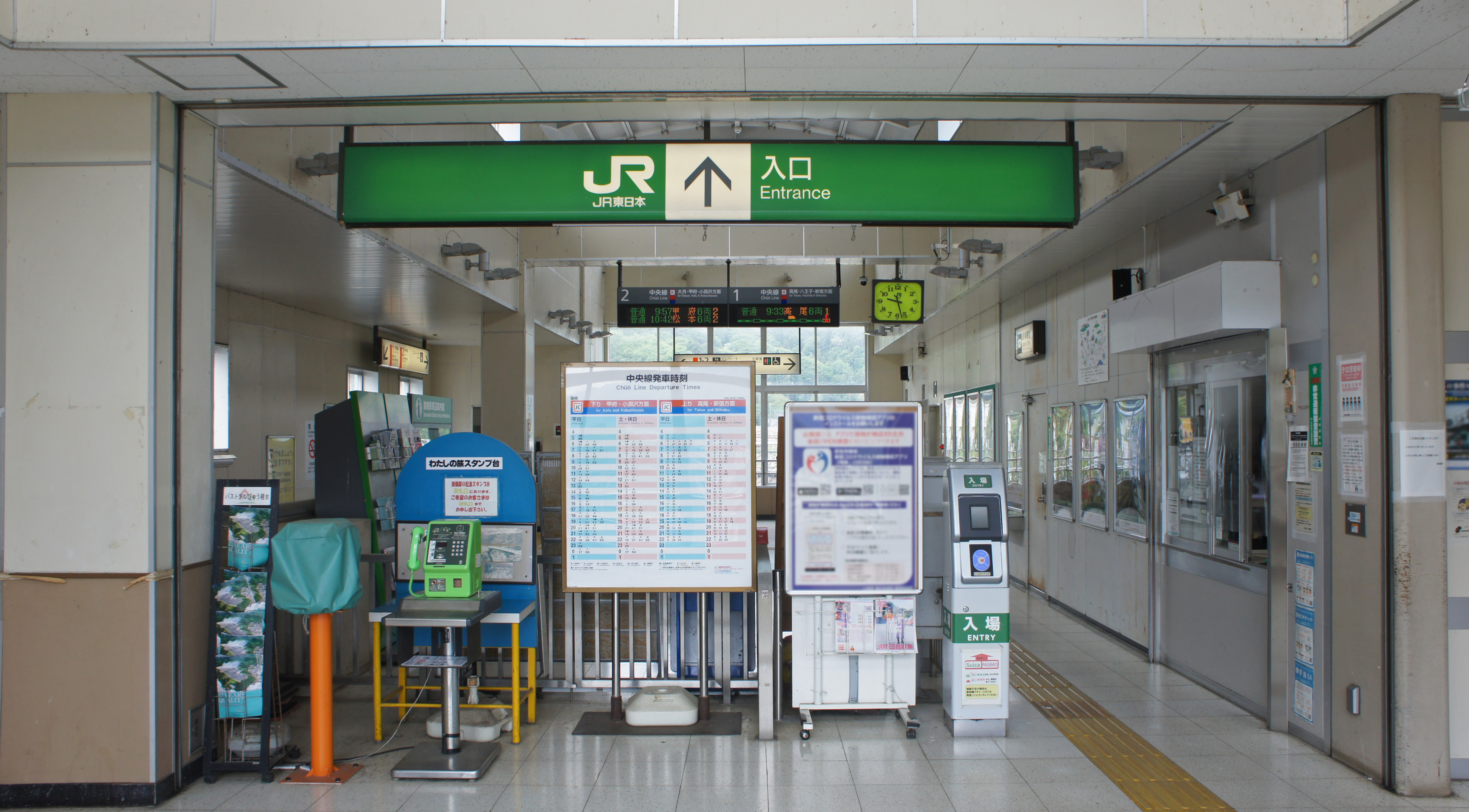
改札口（2021年5月）
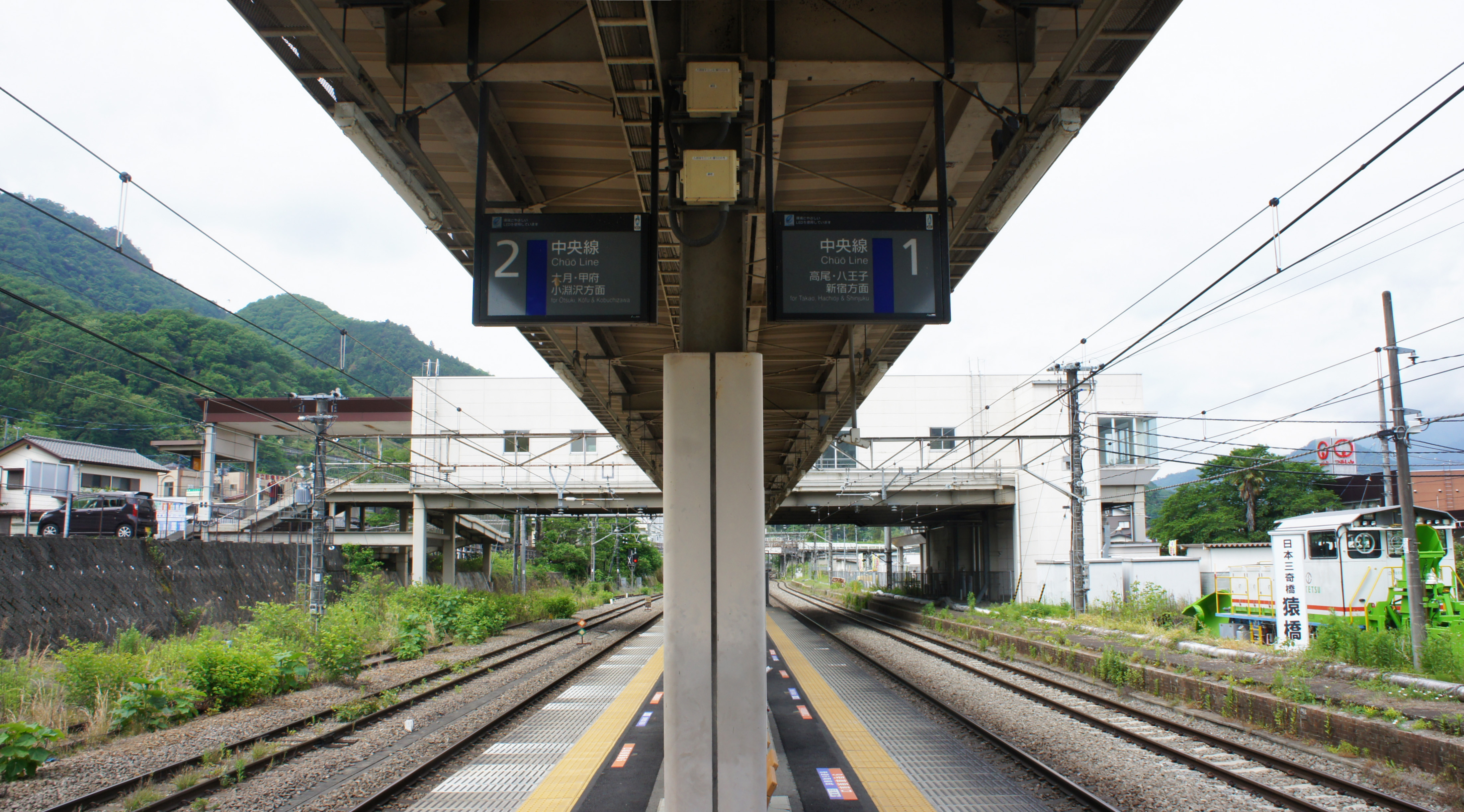
ホーム（2021年5月）

## 利用状況
JR東日本によると、2023年度（令和5年度）の1日平均乗車人員は964人である。
2000年度（平成12年度）以降の推移は以下のとおりである。
| 1日平均乗車人員推移 | 1日平均乗車人員推移 | 1日平均乗車人員推移 | 1日平均乗車人員推移 | 1日平均乗車人員推移 |
| 年度                | 定期外              | 定期                | 合計                | 出典                |
| ------------------- | ------------------- | ------------------- | ------------------- | ------------------- |
| 2000年（平成12年）  |                     |                     | 1,773               | [ 利用客数 2 ]      |
| 2001年（平成13年）  |                     |                     | 1,778               | [ 利用客数 3 ]      |
| 2002年（平成14年）  |                     |                     | 1,743               | [ 利用客数 4 ]      |
| 2003年（平成15年）  |                     |                     | 1,720               | [ 利用客数 5 ]      |
| 2004年（平成16年）  |                     |                     | 1,733               | [ 利用客数 6 ]      |
| 2005年（平成17年）  |                     |                     | 1,713               | [ 利用客数 7 ]      |
| 2006年（平成18年）  |                     |                     | 1,717               | [ 利用客数 8 ]      |
| 2007年（平成19年）  |                     |                     | 1,695               | [ 利用客数 9 ]      |
| 2008年（平成20年）  |                     |                     | 1,668               | [ 利用客数 10 ]     |
| 2009年（平成21年）  |                     |                     | 1,620               | [ 利用客数 11 ]     |
| 2010年（平成22年）  |                     |                     | 1,594               | [ 利用客数 12 ]     |
| 2011年（平成23年）  |                     |                     | 1,568               | [ 利用客数 13 ]     |
| 2012年（平成24年）  | 357                 | 1,216               | 1,574               | [ 利用客数 14 ]     |
| 2013年（平成25年）  | 340                 | 1,186               | 1,526               | [ 利用客数 15 ]     |
| 2014年（平成26年）  | 346                 | 1,122               | 1,469               | [ 利用客数 16 ]     |
| 2015年（平成27年）  | 343                 | 1,091               | 1,435               | [ 利用客数 17 ]     |
| 2016年（平成28年）  | 340                 | 1,061               | 1,401               | [ 利用客数 18 ]     |
| 2017年（平成29年）  | 332                 | 1,026               | 1,358               | [ 利用客数 19 ]     |
| 2018年（平成30年）  | 321                 | 962                 | 1,284               | [ 利用客数 20 ]     |
| 2019年（令和元年）  | 295                 | 892                 | 1,187               | [ 利用客数 21 ]     |
| 2020年（令和02年）  | 174                 | 669                 | 843                 | [ 利用客数 22 ]     |
| 2021年（令和03年）  | 205                 | 697                 | 902                 | [ 利用客数 23 ]     |
| 2022年（令和04年）  | 240                 | 683                 | 923                 | [ 利用客数 24 ]     |
| 2023年（令和05年）  | 271                 | 693                 | 964                 | [ 利用客数 1 ]      |

## 駅周辺
相模川（桂川）の右岸、南約300メートルの段丘にあり、川や線路、主要道路がほぼ東西に走る。山が数十メートル南に迫っていて、平地部分は狭く細長い。駅の北に国道20号が通る。その北に宮下橋があって桂川を渡り、そのすぐ北に百蔵橋があって葛野川を渡る。東約700メートルに葛野川と桂川の合流点があり、駅の東約1.2 kmに日本三奇橋の一つとされる猿橋と町の中心部がある。駅周辺は住宅地で、駅前商店街はなく、国道沿いに商店が並ぶ。中央自動車道の猿橋バス停までは徒歩20分前後。
駅南方の山上には、パストラルびゅう桂台という分譲住宅地がある。2006年（平成18年）までは、山上との連絡にシャトル桂台という磁石を用いたモノレールが無人運転されていた。
- 公正屋大月東店

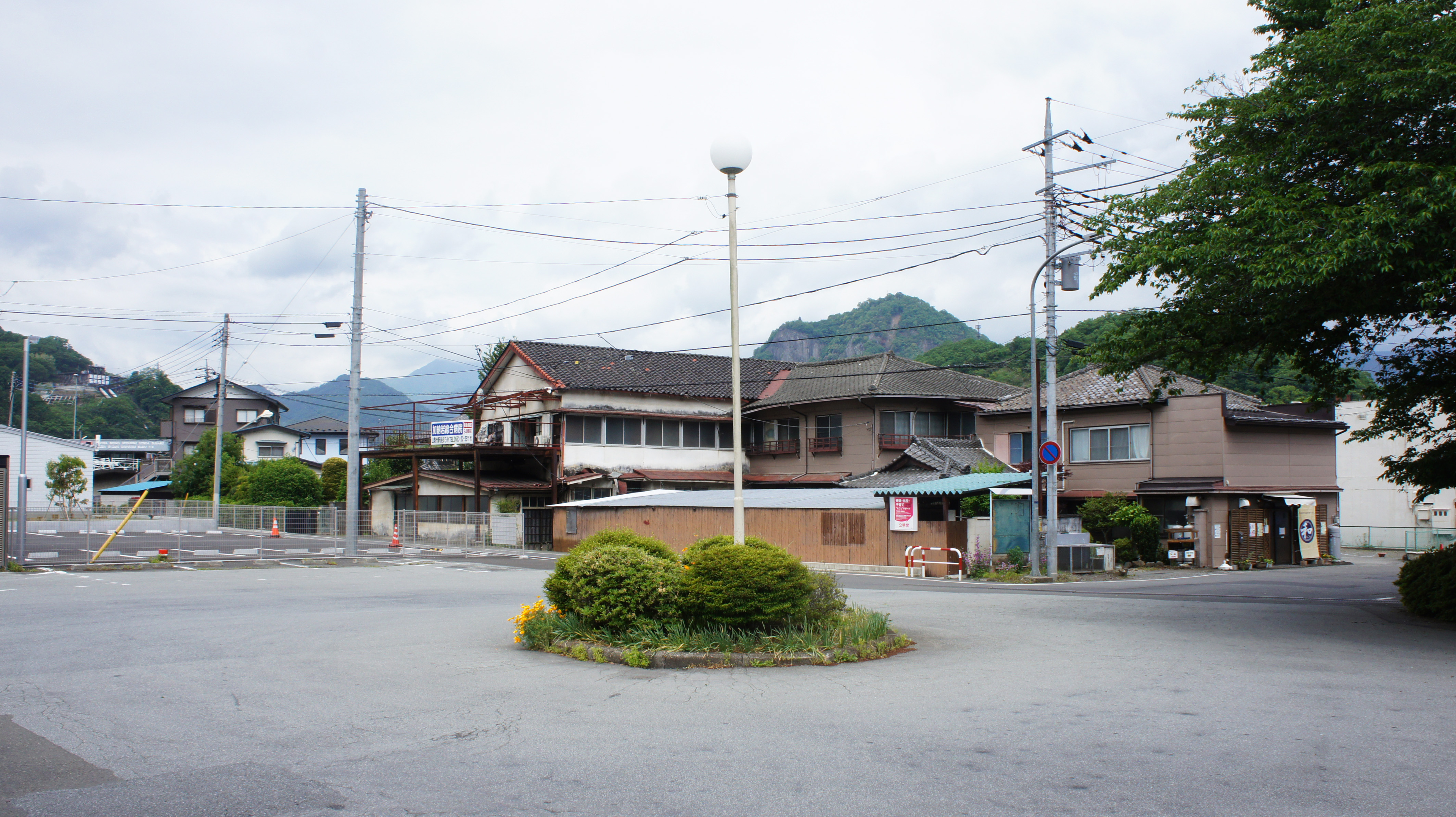
北口駅前広場（2021年5月）
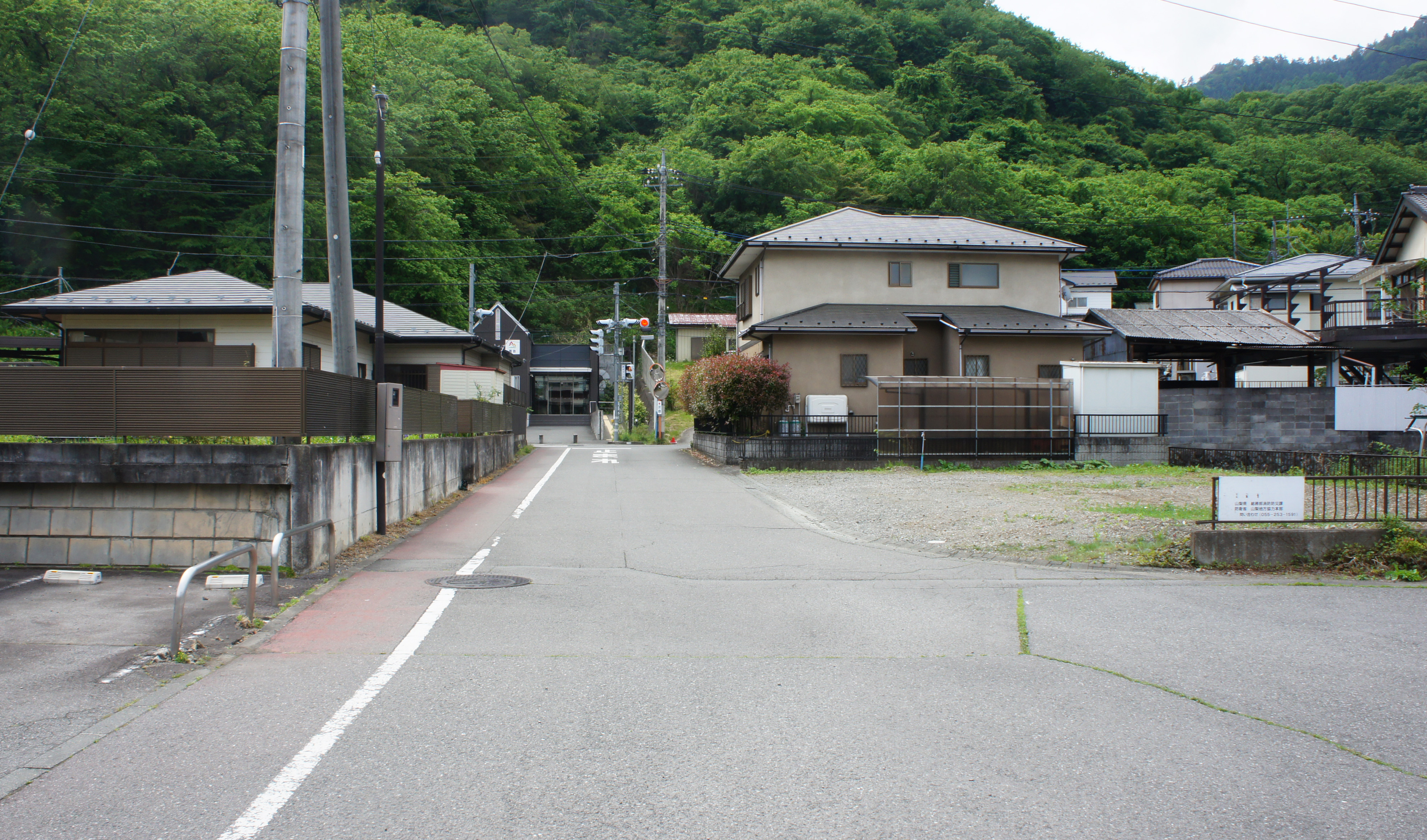
南口駅前広場（2021年5月）

## バス路線
最寄り停留所は、駅北口ロータリにある猿橋駅前となる。以下の路線が乗り入れ、富士急バスにより運行されている。
- 田無瀬・奈良子・浅川・畑倉・上和田・竹の向・田無瀬・小菅の湯方面／大月駅・大月中央病院前方面[12]
- 宮谷・堀江製作所方面／大月駅・大月中央病院前方面[13]
- 関屋・四季の丘・藤崎方面／桂台・大月駅・大月中央病院前方面[14]
- 猿橋・鳥沢駅・山谷・新倉方面／大月駅・大月中央病院前方面[15]
- 関屋・朝日小沢上方面／大月駅・大月中央病院前方面[16]

## 甲府機関庫猿橋分庫
甲府機関庫猿橋分庫は、猿橋駅に隣接して設けられた甲府機関庫の出先機関である。

### 歴史（猿橋分庫）
- 1903年（明治36年）：八王子機関庫職員が猿橋在勤として勤務[17]。
- 1905年（明治38年）11月：給水夫詰所（1坪5合）を新築[17]。
- 1909年（明治42年）
  - 5月：機関庫建物が新築・落成（坪数196坪余、工費28,444円）[17]。
  - 9月13日：甲府機関庫猿橋分庫を設立。機関車の配置は行わず、上下列車の点検その他を業務とする[17]。
- 1913年（大正2年）
  - 4月1日：機関士をはじめとする職員40人と機関車を配置し、八王子および甲府方面ともに機関車の折り返し運転を開始する[18]。
  - 5月：給水夫詰所を4坪5合増築し、6坪となる[17]。
- 1914年（大正3年）：2120型2両を増加[18]。
- 1915年（大正4年）3月：重油タンクを新設（工費2,390円）[17]。
- 1918年（大正7年）10月12日：事務員1人を配置[17]。
- 1920年（大正9年）
  - 4月：炭水夫詰所に2坪2合5勺増築して休憩所と併用[17]。
  - 8月：東部八王子方面にも1坪5合の簡易休憩所を設置[17]。
- 1923年（大正12年）4月1日：機関車転車台を電気動力に変更（工費2,549円）[17]。
- 1925年（大正14年）
  - 9月10日：分庫職員による仕業はこの日を最終として全仕業を八王子・甲府に分割[17]。
  - 9月11日：定員改正　機関手3人・合図手2人・炭水手6人を残して、他はそれぞれ転勤となる[17]。
- 1926年（大正15年）
  - 1月22日：猿橋分庫を廃止[17]。
  - 1月28日：甲府機関庫猿橋駐泊所を設置[17]。機関車への給炭水と甲府出区で折り返しとなる機関車の転向作業等を担当[17]。
- 1929年（昭和4年）9月19日：甲府機関庫猿橋駐泊所を甲府機関庫猿橋転向給炭水所と改称[17]。構内勤務機関士の駐在を免じ機関助士1名を新置[17]。
- 1931年（昭和6年）8月11日：甲府機関庫猿橋転向所と改称[17]。
- 1936年（昭和11年）1月10日：猿橋転向所を削除[17]。

### 電化初期に果たした役割
- 1931年（昭和6年）
  - 6月1日：甲府電化開業に際し、浅川・猿橋・勝沼に予備機関車を配置[19]。
  - 7月1日：462・465・470・471・472・473列車を猿橋で八王子庫と甲府庫の乗務員乗り継ぎにより電化[19]。
  - 8月11日：八王子 - 甲府間の全列車を電化。機関車を直通使用し、乗務員のみ猿橋で乗り継ぎを行う[19]。

## 隣の駅
東日本旅客鉄道（JR東日本）
 中央本線
■通勤特快（上りのみ）・■中央特快・■通勤快速（下りのみ）・■快速・■普通
鳥沢駅 (JC 30) - 猿橋駅 (JC 31) - 大月駅 (JC 32)

### 記事本文
1. 1 2 3 4  『週刊 JR全駅・全車両基地』 46号 甲府駅・奥多摩駅・勝沼ぶどう郷駅ほか79駅、朝日新聞出版〈週刊朝日百科〉、2013年7月7日、20頁。
2. 1 2 3 4 5  石野哲 編『停車場変遷大事典 国鉄・JR編 II』（初版）JTB、1998年10月1日、180頁。ISBN 978-4-533-02980-6。
3. 1 2  事業エリアマップ - JR東日本ステーションサービス.2021年9月14日閲覧
4. ↑  「逓信省告示第424号」『官報』1902年9月27日（国立国会図書館デジタルコレクション）
5. ↑  「鉄道院告示第51号」『官報』1918年6月26日（国立国会図書館デジタルコレクション）
6. ↑  曽根悟（監修）（著）、朝日新聞出版分冊百科編集部（編集）（編）「中央本線」『週刊 歴史でめぐる鉄道全路線 国鉄・JR』第5号、朝日新聞出版、2009年8月9日、27頁。
7. ↑  「猿橋駅を橋上化へ JR東京地域本社 来月から工事着手」『交通新聞』交通新聞社、1997年2月20日、3面。
8. 1 2  「10両編成の列車に対応 橋上化完成 JR中央線猿橋駅」『朝日新聞』朝日新聞社、1997年12月26日、朝刊、東京地方版／山梨面。
9. 1 2  「南北自由通路完成 橋上駅に南口も 大月の中央線猿橋駅」『朝日新聞』朝日新聞社、1998年4月1日、朝刊、東京地方版／山梨面。
10. ↑  『中央線快速・青梅線でグリーン車サービスを開始します ～快適な移動空間の提供を通じ、輸送サービスの質的変革を目指します～』（PDF）（プレスリリース）東日本旅客鉄道、2024年9月10日。2025年6月14日閲覧。
11. 1 2  “JR東日本：駅構内図・バリアフリー情報（猿橋駅）”.   東日本旅客鉄道. 2025年6月14日閲覧。
12. ↑  “大月駅～猿橋駅～田無瀬～小菅の湯（小菅の湯・竹の向・上和田・浅川・奈良子） 時刻表” (PDF). 路線バス.   富士急バス. 2025年6月14日閲覧。
13. ↑  “宮谷～百蔵山入口～猿橋～大月駅 時刻表” (PDF). 路線バス.   富士急バス. 2025年6月14日閲覧。
14. ↑  “（大月駅・桂台・営業所）～関谷～四季の丘～藤崎 時刻表” (PDF). 路線バス.   富士急バス. 2025年6月14日閲覧。
15. ↑  “（山谷、新倉）～鳥沢駅～富浜中～大月駅 時刻表” (PDF). 路線バス.   富士急バス. 2025年6月14日閲覧。
16. ↑  “（大月駅・営業所）～関谷～朝日小沢上 時刻表” (PDF). 路線バス.   富士急バス. 2025年6月14日閲覧。
17. 1 2 3 4 5 6 7 8 9 10 11 12 13 14 15 16 17 18 19  甲府運転区（編）「沿革誌 設立100周年記念」（東日本旅客鉄道甲府運転区）、2003年6月、pp.60-62
18. 1 2  甲府運転区（編）「沿革誌 設立100周年記念」（東日本旅客鉄道甲府運転区）、2003年6月、p.75
19. 1 2 3  甲府運転区（編）「沿革誌 設立100周年記念」（東日本旅客鉄道甲府運転区）、2003年6月、pp.63-69

### 利用状況
1. 1 2  各駅の乗車人員（2023年度） - JR東日本
2. ↑  各駅の乗車人員（2000年度） - JR東日本
3. ↑  各駅の乗車人員（2001年度） - JR東日本
4. ↑  各駅の乗車人員（2002年度） - JR東日本
5. ↑  各駅の乗車人員（2003年度） - JR東日本
6. ↑  各駅の乗車人員（2004年度） - JR東日本
7. ↑  各駅の乗車人員（2005年度） - JR東日本
8. ↑  各駅の乗車人員（2006年度） - JR東日本
9. ↑  各駅の乗車人員（2007年度） - JR東日本
10. ↑  各駅の乗車人員（2008年度） - JR東日本
11. ↑  各駅の乗車人員（2009年度） - JR東日本
12. ↑  各駅の乗車人員（2010年度） - JR東日本
13. ↑  各駅の乗車人員（2011年度） - JR東日本
14. ↑  各駅の乗車人員（2012年度） - JR東日本
15. ↑  各駅の乗車人員（2013年度） - JR東日本
16. ↑  各駅の乗車人員（2014年度） - JR東日本
17. ↑  各駅の乗車人員（2015年度） - JR東日本
18. ↑  各駅の乗車人員（2016年度） - JR東日本
19. ↑  各駅の乗車人員（2017年度） - JR東日本
20. ↑  各駅の乗車人員（2018年度） - JR東日本
21. ↑  各駅の乗車人員（2019年度） - JR東日本
22. ↑  各駅の乗車人員（2020年度） - JR東日本
23. ↑  各駅の乗車人員（2021年度） - JR東日本
24. ↑  各駅の乗車人員（2022年度） - JR東日本